# Pareas stanleyi
Espèce
Synonymes
- Amblycephalus stanleyi Boulenger, 1914
- Amblycephalus sinensis Stanley, 1917

Statut de conservation UICN

 DD  : Données insuffisantes
Pareas stanleyi est une espèce de serpents de la famille des Pareatidae.

## Répartition
Cette espèce est endémique de République populaire de Chine. Elle se rencontre dans les provinces du Fujian, du Zhejiang, du Guizhou et du Sichuan.

## Description
L'holotype de Pareas stanleyi, un mâle, mesure 440 mm dont 95 mm pour la queue. Cette espèce a le dos chamois pâle et la face ventrale jaunâtre. Sa tête présente une grande tache noire qui s'étend jusqu'à la nuque où elle se divise en deux lignes longitudinales. Des séries de points noirs plus ou moins réguliers courent sur le corps en formant parfois des rayures transversales incomplètes. De chaque côté de la tête une rayure part de l'œil jusqu'à la nuque. Sa face ventrale est marquée de points noirs.

## Étymologie
Cette espèce est nommée en l'honneur d'Arthur Stanley, conservateur au muséum de Shanghai, qui a fourni l'holotype.

## Publication originale
- Boulenger, 1914 : Descriptions of new species of snakes in the collection of the British Museum. Annals and magazine of natural history, ser. 8, vol. 14, p. 482-485 (texte intégral).